# Thomas Carlyle
Thomas Carlyle (Ecclefechan, 4 de dezembro de 1795 – Londres, 5 de fevereiro de 1881) foi um escritor, historiador, ensaísta, tradutor e professor escocês durante a era vitoriana. Ele chamou a economia de "ciência sombria", escreveu artigos para a Edinburgh Encyclopædia, e tornou-se um polêmico comentarista social.

## Vida e obra
Educado para ser pastor protestante, estudou na Universidade de Edimburgo. Em 1817, ao ler De l' Allemagne, de Mme. de Staël, ficou fortemente impressionado pela literatura e filosofia alemãs, dedicando-se ao estudo da língua para ler os autores no original. Traduziu Wiljelm Meister de Goethe e escreveu uma Vida de Schiller, além de uma história da literatura alemã, que deixou inacabada.
A publicação de Sartor Redartus, romance bastante original, não despertou grande atenção, enquanto que História da Revolução Francesa, publicada algum tempo depois, marcou o início de seu imenso prestígio como escritor. Considerada sua obra-prima, é também considerada um importante marco na historiografia romântica. Por essa época também escreveu: Chartism, de 1839 , On Heroes, Hero-Worship and Heroic in History ("Os Heróis", Lisboa, 2002) e Past and Present, de 1843.
Sua ideia de que a história pode ser interpretada através da vida dos heróis e dos chefes serviu-lhe de base para uma série de obras importantes: Oliver Cromwell's Letters and Speeches (Cartas e discursos de Oliver Cromwell), de 1845; Life of John Sterling (Vida de John Sterling), de 1851; History of Frederic II of Prussia (Vida de Frederico II da Prússia), que escreveu entre 1858-65. Tal modalidade de historiografia foi suplantada pela Escola dos Annales e pela Nova História. 
Carlyle casou com Jane Welsh Carlyle em 1826. Conhecera Welsh através do seu amigo e seu tutor Edward Irving, com quem ela passou a ter uma atração romântica mútua (embora não íntima). Welsh foi o tema do poema de Leigh Hunt, "Jenny kiss'd Me".
O casamento deles provou ser um dos mais famosos, bem documentados e infelizes de escritores. Mais de 9 000 cartas entre Carlyle e sua esposa foram publicadas mostrando que o casal gostava um do outro mas estava marcado por brigas frequentes e intempestivas.
Em 1865, Carlyle foi nomeado reitor da Universidade de Edimburgo e ali recebeu a notícia da morte de sua esposa. Escreveu então Reminiscences (Reminiscências) e Letters and Memorials of Jane Welsh Carlyle (Memórias de Jane Welsh Carlyle), publicados postumamente.